# 神使之杖 新血
《神使之杖 新血》是由Atlus製作並於2007年冬季發售的Wii遊戲，是任天堂DS的《超執刀 神使之杖》及Wii的《神使之杖Z 雙超執刀》的續編遊戲。

## 概要
於2007年舉行的E3中初次發表遊戲，遊戲故事舞台轉為美國，新加入二人合作進行手術，亦對應任天堂 Wi-Fi連接。

## 登場人物
馬可斯・馮恩（配音員：小山力也）
韋娜妮・比洛（配音員：冬馬由美）

## 外部連結
- （日語）官方網站  （页面存档备份，存于）